# Puente del Común
El puente del Común es un puente que data de la época colonial sobre el río Bogotá, en el municipio de Chía (Colombia). Situado a 30 km de Bogotá, fue construido en 1796. Operó como único puente para vehículos motorizados hasta bien entrada la segunda mitad del siglo XX. En 1957 fue declarado Monumento Nacional.

## Historia
Su construcción data de 1796 y se debe al espíritu progresista del virrey José de Ezpeleta. Bajo el mandato del rey Carlos IV, Ezpeleta encomendó la construcción del puente al ingeniero Domingo Esquiaqui el 22 de agosto de 1790, por ser, según el virrey, «el único sujeto inteligente y capaz de hacerlo según las reglas del arte», sobre planos hechos por Francisco Davila de la expedición botánica. Terminado el 31 de diciembre de 1792, el costo total de la obra fue de 100 000 pesos. Financiado con el producto de un cuantioso impuesto que duró muchos años, pagado por los transportadores que venían con productos agrícolas de los pueblos del norte y por viajeros hacia Zipaquirá, Tunja, Vélez, Socorro, San Gil, Girón, Sogamoso y Los Llanos. Fue declarado Monumento Nacional en 1967.

## Sistema estructural
El puente de piedra con pilares en punta de diamante con una longitud de 32 m que presenta características estructurales a las del Puente de Cal y Canto sobre el río Mapocho en Santiago. Es un puente en tierra armada, piedra y ladrillo con cinco arcos y cuatro pilares dentro del lecho del río. Un arco mayor enmarca la luz central y las luces laterales se desarrollan en arcos cada vez más pequeños hacia los estribos. Los muros laterales están adornados con doce pilastras de coronamiento piramidal, rematadas por ornamentos esféricos y colocadas de tramo en tramo de los pretiles. La terminación de los antepechos de las plazuelas esta señalada con columnas molduradas, de noventa centímetros de altura, las cuales soportan hermosos jarrones.
Para describir esta obra de la Colonia, Ibáñez decía a José Manuel Marroquín:

Dista de la capital tres miriámetros cabales; ... su altura sobre el río es mayor de siete metros; tiene cinco arcos, formados de media elipse, cortada por su eje mayor, que son los llamados de carpanel... en todos los estribos, o sea entre arco y arco, está la fábrica... Adornan el puente doce pilastras terminadas en pirámides cuadriláteras coronadas por globos... En su extensión están comprendidos dos puentes de desagüe... El mayor de aquéllos, adornado con pretiles y pilastras, fue construido sobre el cauce artificial por donde se hizo correr el río mientras se estaba construyendo el puente....

## Galería

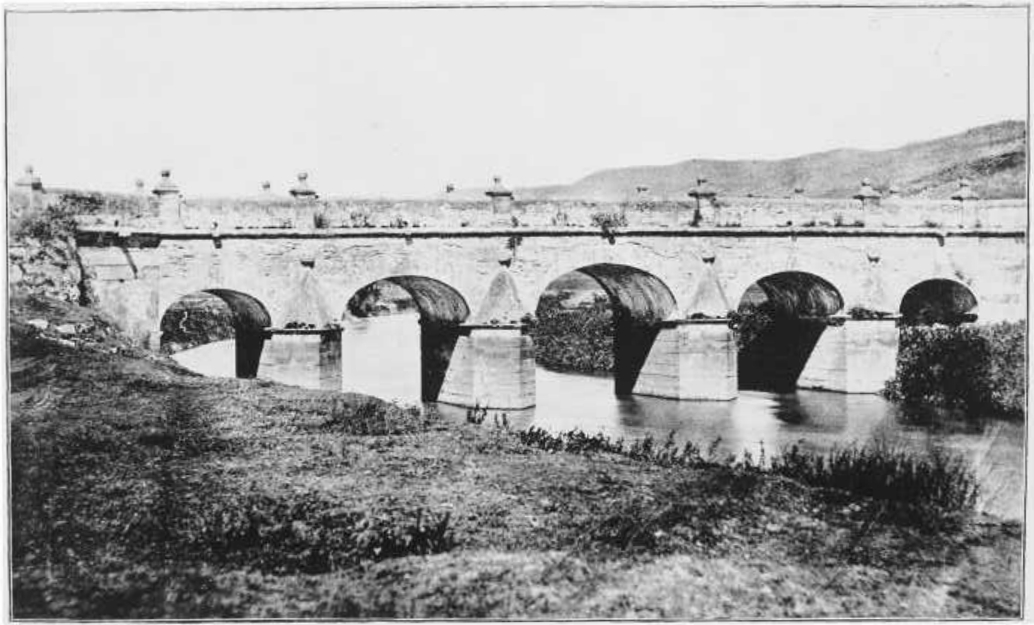
El puente en 1893
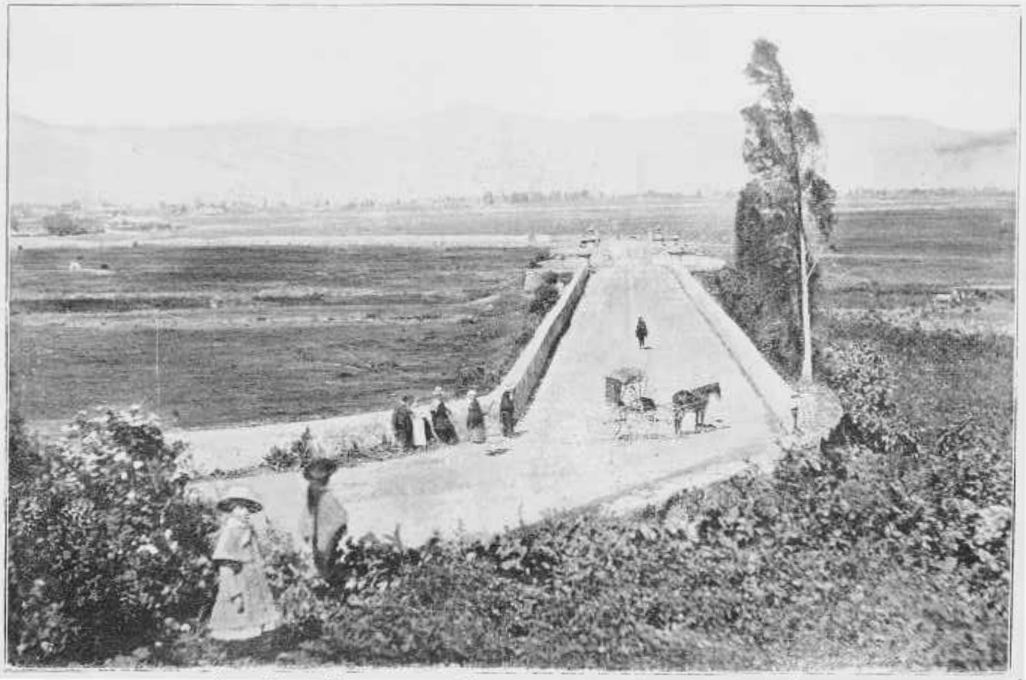
La calzada en 1893
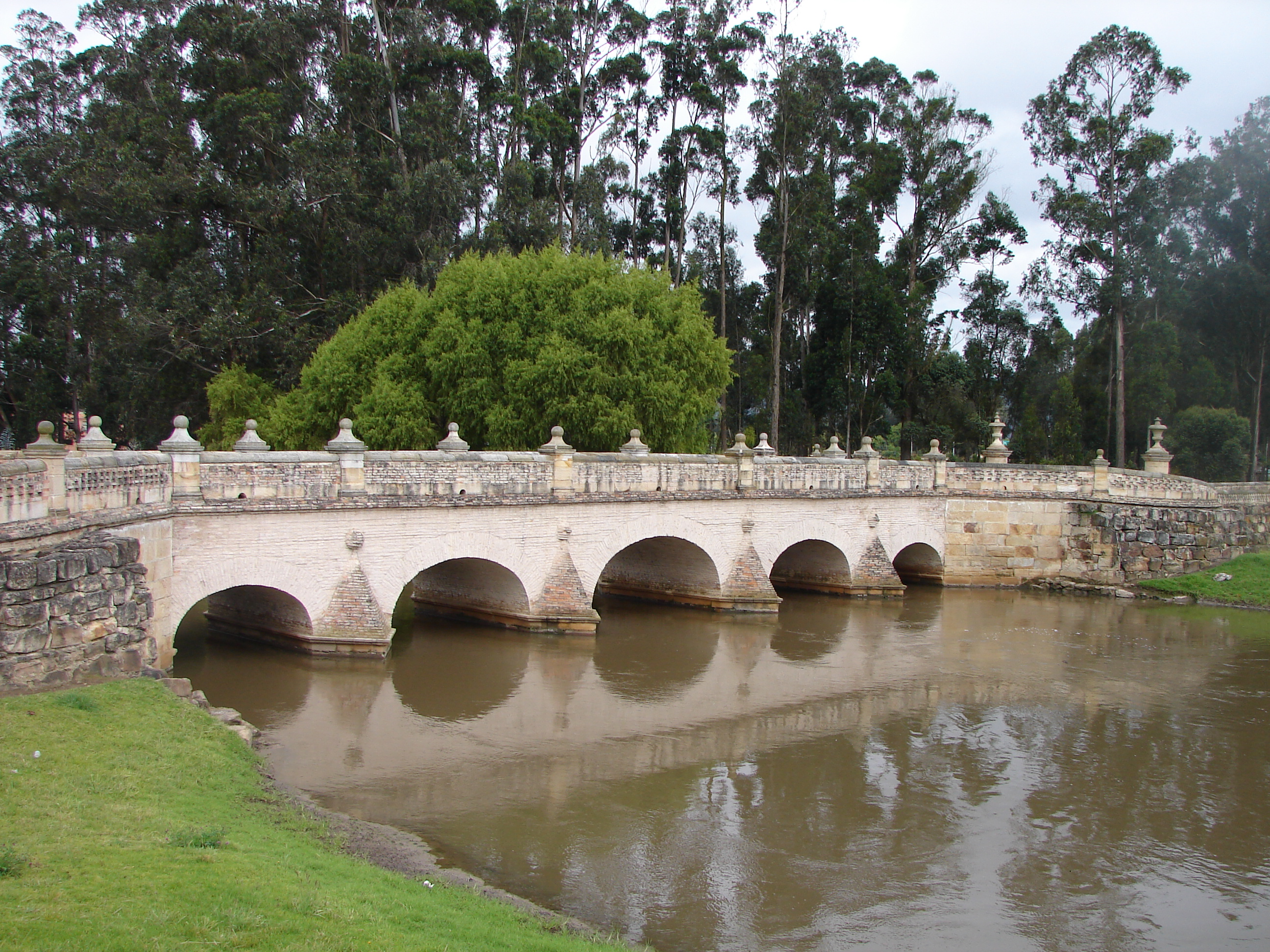
En una crecida en 2006
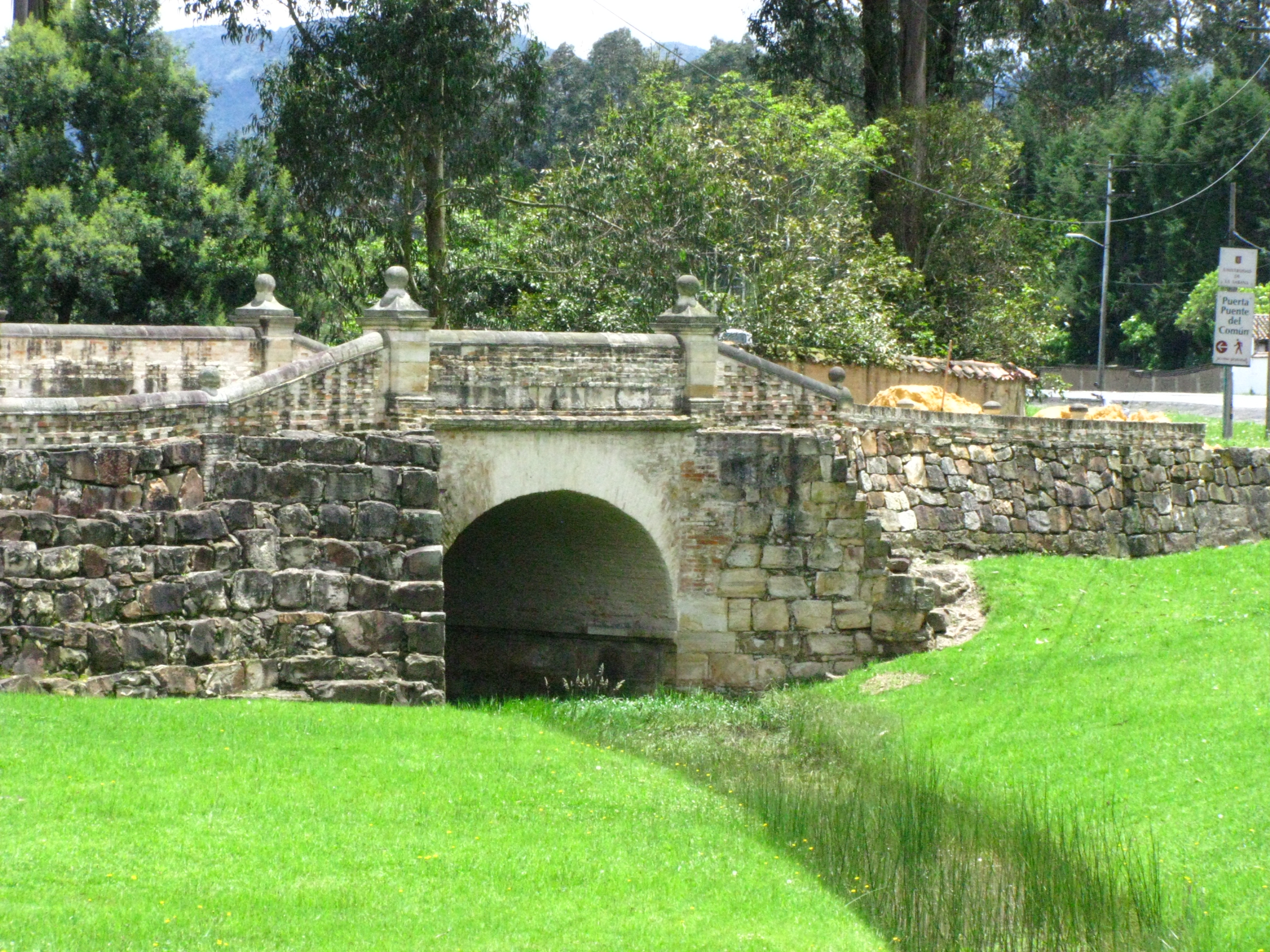
UIno de los arcos
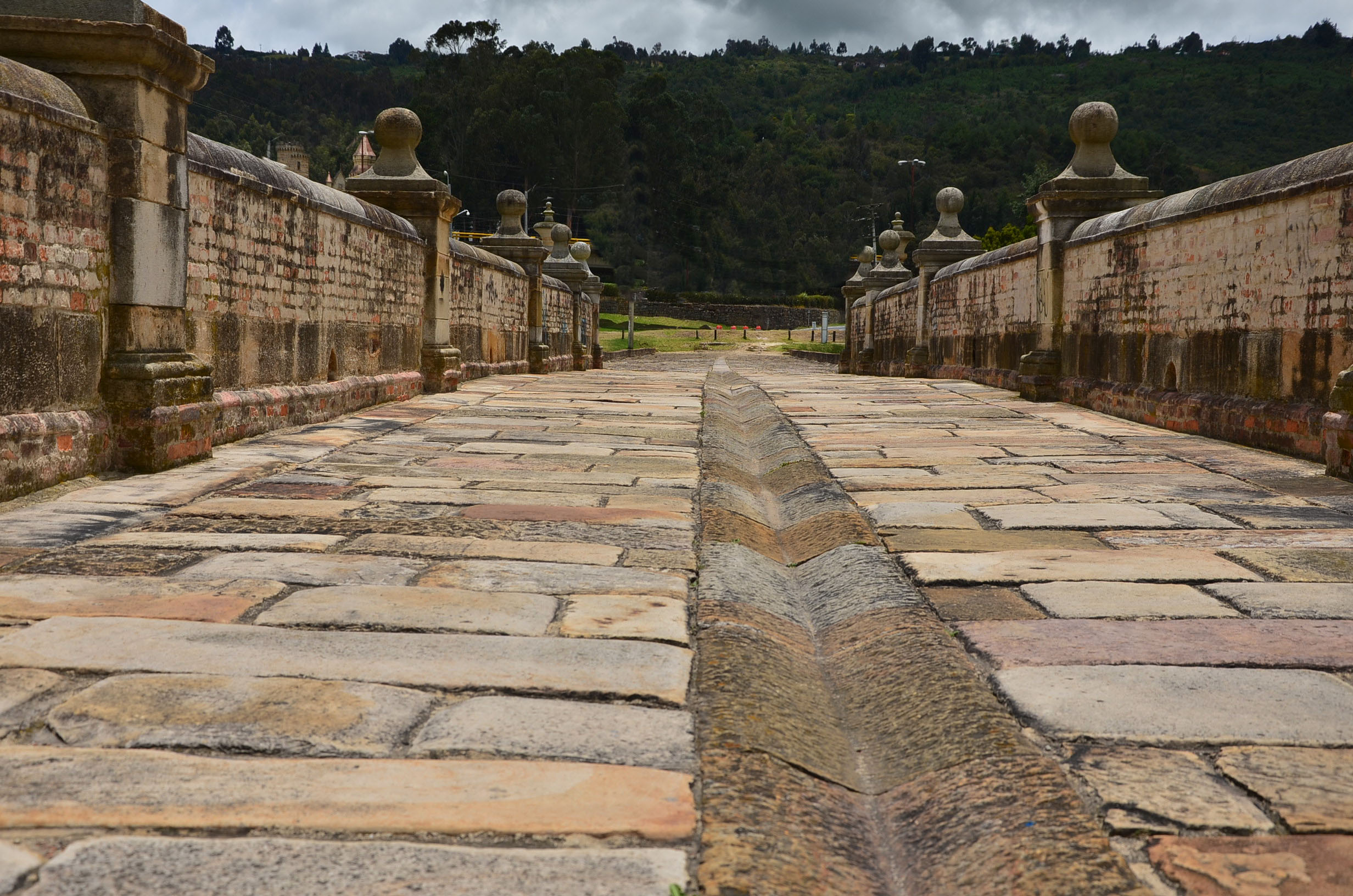
Aspecto de la calzada
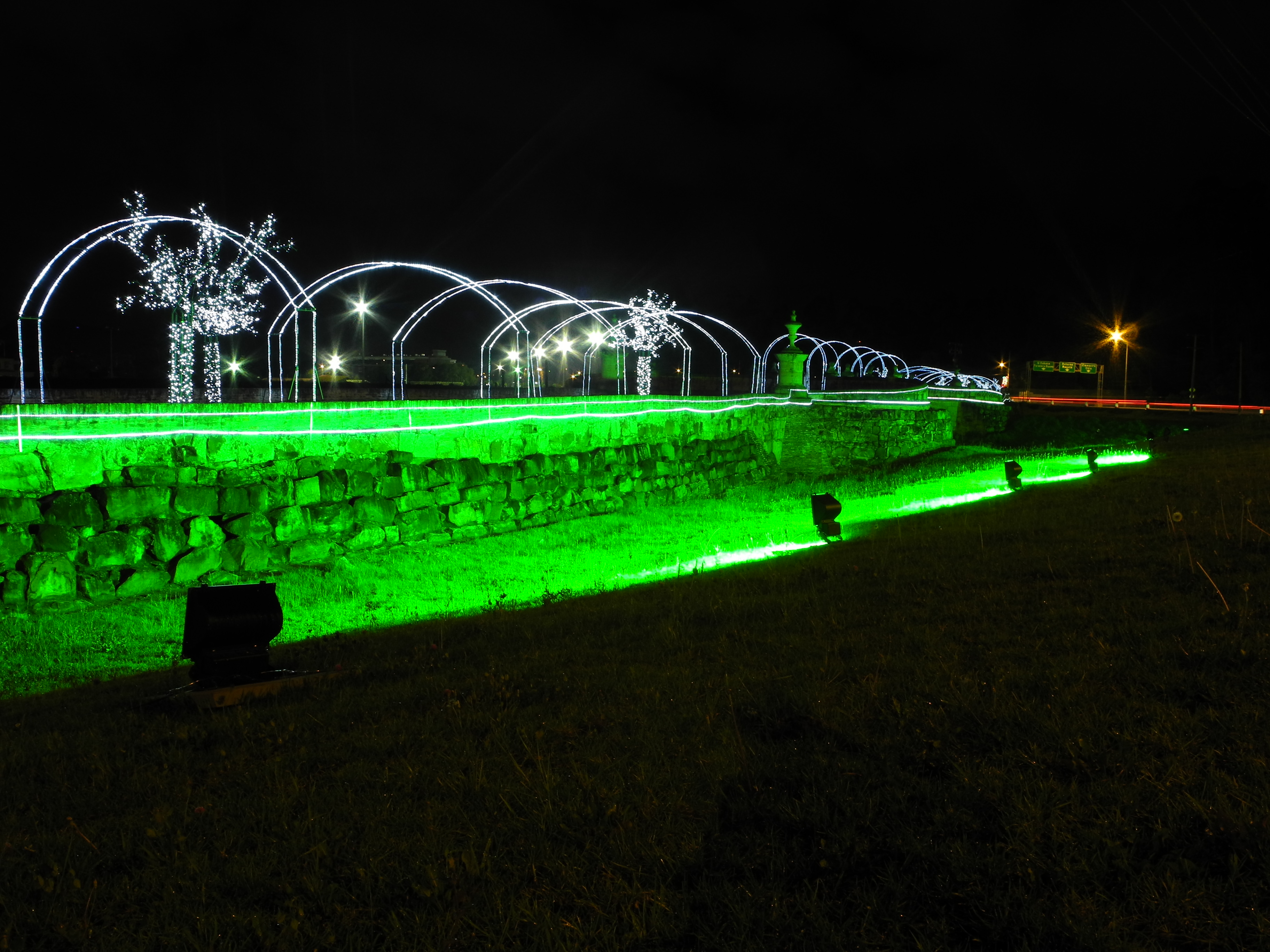
Iluminación nocturna